# Кокпектинский внешний округ
Кокпектинский внешний округ — административно-территориальная единица в составе Омской области Российской империи, созданная в 1844 году царской администрацией на основании «Устава о сибирских киргизах» (1822).
В 1851 году Кокпектинский внешний округ включал в себя 15 волостей, в составе которых насчитывалось 106 аулов и 15019 дворов. Округом правил ага-султан.
В 1854 году была образована Семипалатинская область. Округ вошёл в её состав как Кокпектинский округ.
Согласно указу императора Александра II «О преобразовании управления Киргизскими степями Оренбургского и Сибирского ведомств и Уральским и Сибирским казачьими войсками» от 21 октября (2 ноября) 1868 года, Кокпектинский округ был преобразован в Кокпектинский уезд. Год спустя, в 1869 году Кокпектинский уезд был расформирован, а его территория присоединена к Семипалатинскому уезду.

## Волости
Ведомость о  состоянии волостей Кокбектинского округа 1841 г.
| №  | Название волостей       |
| -- | ----------------------- |
| 1  | Буранайманская          |
| 2  | Саржумарт Найманская    |
| 3  | Кокжерлы Найманская     |
| 4  | Терестамгалы Найманская |
| 5  | Сиван Киреевская        |
| 6  | Тиес Матаевская         |
| 7  | Караул Асытская         |
|    | Карауыл-Жасакская       |
| 8  | Байжигит Таукинская     |
| 9  | Байжигит Сайбулатская   |
| 10 | Итеш Киреевская         |

## Старшие султаны
1. Қисық Тезеков (род Кенже — Мұрын)[5] 1844—1850[6]
2. Әлімхан Тлеубердин[6]